# Jaryszów (gmina)
Jaryszów (alt. Góra Jęczmienna, z niem. Gersdorf) – dawna gmina wiejska istniejąca w latach 1945–1954 w woj. wrocławskim i woj. zielonogórskim (dzisiejsze woj. lubuskie). Siedzibą władz gminy był Jaryszów.
Gmina Góra Jęczmienna powstała po II wojnie światowej na terenie tzw. Ziem Odzyskanych (tzw. II okręg administracyjny – Dolny Śląsk). 28 czerwca 1946 gmina – jako jednostka administracyjna powiatu żarskiego – weszła w skład nowo utworzonego woj. wrocławskiego. Według stanu z 28 czerwca 1946 gmina liczyła 1261 mieszkańców. Krótko po tym włączono do niej zniesioną gminę Grabów.
6 lipca 1950 gmina wraz z całym powiatem żarskim weszła w skład nowo utworzonego woj. zielonogórskiego. Według stanu z 1 lipca 1952 gmina składała się z 21 gromad: Bronice, Brzostowa, Czerna, Dębinka, Drzeniów, Golin, Grabów, Jabłoniec, Jaryszów, Jasionna, Jurzyce, Lipsk Żarski, Lisia Góra, Matuszowice, Niemaszchleba, Nowa Rola, Pietrzyków, Piotrowice, Sieciejów, Świbinki i Zieleniec. 
Gmina została zniesiona 29 września 1954 wraz z reformą wprowadzającą gromady w miejsce gmin. Jednostki nie przywrócono 1 stycznia 1973 wraz z kolejną reformą reaktywującą gminy.